# Satoshi Miura
Satoshi Miura (jap. 三浦哲史 Miura, Satoshi; ur. 24 grudnia 2002) – japoński zapaśnik walczący w stylu wolnym. Zajął dziewiąte miejsce na mistrzostwach Azji w 2024. Szósty w Pucharze Świata w 2022 roku.